# NGC 3030
NGC 3030 é uma galáxia elíptica (E-S0) localizada na direcção da constelação de Hydra. Possui uma declinação de -12° 13' 33" e uma ascensão recta de 9 horas, 50 minutos e 10,5 segundos.
A galáxia NGC 3030 foi descoberta em 1886 por Frank Leavenworth.